# Świercze (Olesno)
Świercze (deutsch Schönwald) ist ein Ort in der Stadt- und Landgemeinde Olesno (Rosenberg O.S.) im Powiat Oleski der Woiwodschaft Opole (Oppeln) in Polen. Ortsteil von Świercze ist die 1795 gegründete Kolonie Charlottenberg.

## Geographie
Das Straßendorf Świercze liegt rund einen Kilometer östlich von Olesno und etwa 50 Kilometer nordöstlich von Opole. Durch den Ort verläuft die Woiwodschaftsstraße Droga wojewódzka 494. Südwestlich des Dorfes verläuft die Bahnstrecke Lubliniec–Kluczbork. Südöstlich liegt der Schoffschützer Wald (Las Sowczyce).
Nachbarorte von Świercze sind im Westen Olesno (Rosenberg O.S.), im Osten Borki Małe (Klein Borek) und im Süden Grodzisko (Grötsch).

## Geschichte

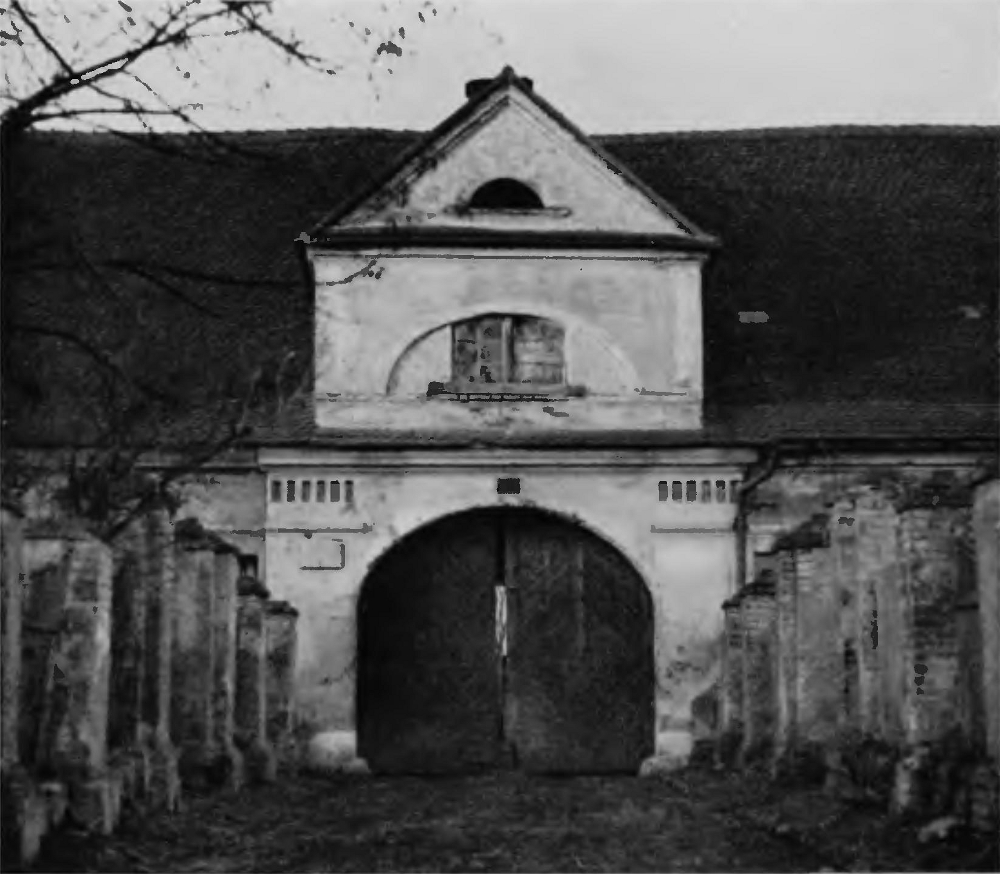
Gutshof ca. 1920/30

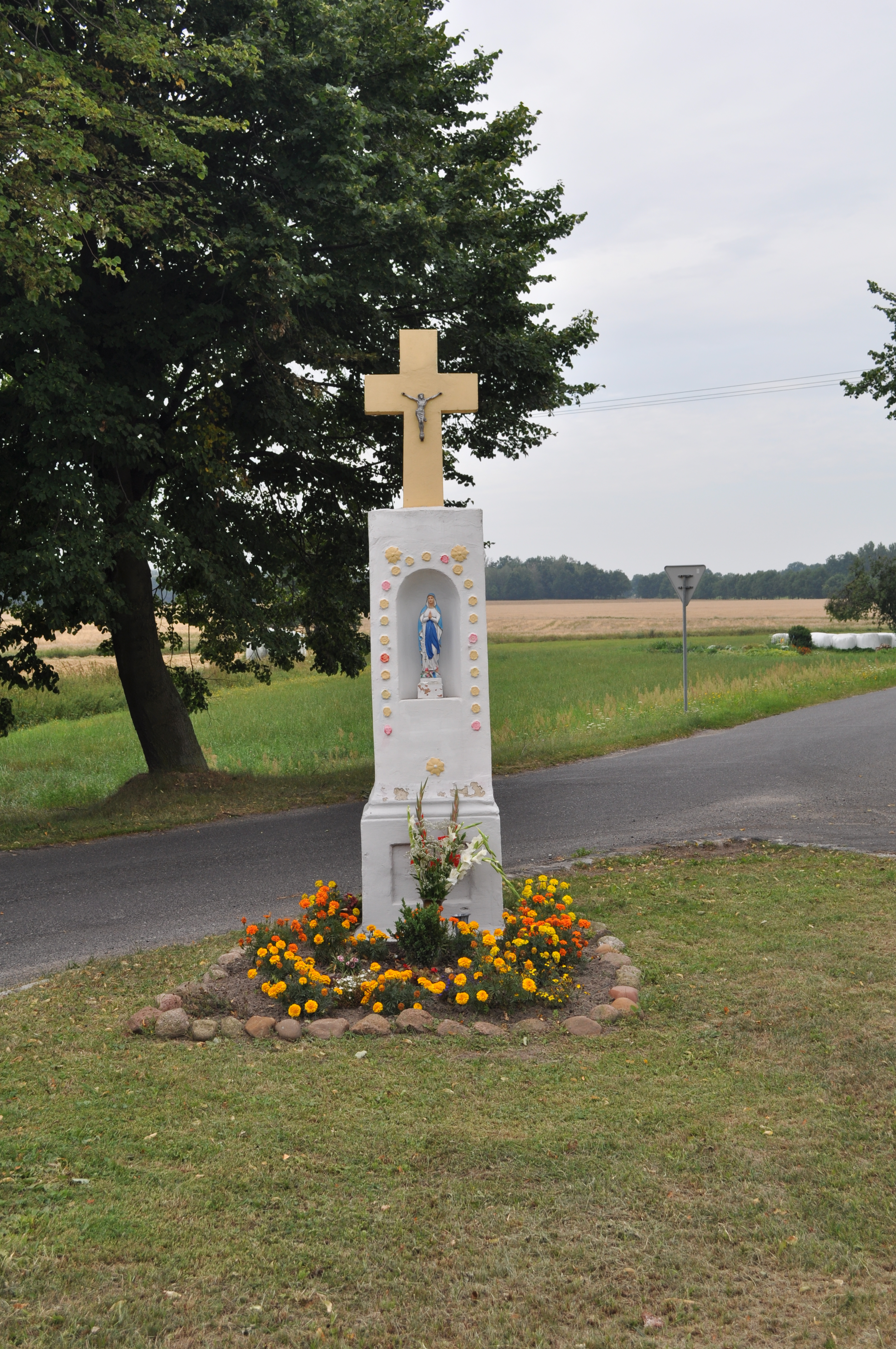
Bildstock mit Kreuz

Nach dem Ersten Schlesischen Krieg 1742 fiel Schönwald mit dem größten Teil Schlesiens an Preußen. Der Ort wurde 1783 im Buch Beyträge zur Beschreibung von Schlesien als „Schönwalde“ erwähnt, gehörte einer Gräfin von Poninsky und lag im Fürstentum Oppeln. Damals hatte er 360 Einwohner, zwei Vorwerke, eine Schule, eine Windmühle, 15 Bauern, 34 Gärtner und zwölf Häusler. Seit 1789 befand sich der Ort im Besitz von Martin Ludwig von Jordan.
Nach der Neugliederung der Provinz Schlesien gehörte die Landgemeinde Schönwald ab 1816 zum Landkreis Rosenberg O.S. mit dem sie bis 1945 verbunden blieb. 1845 bestanden im Dorf ein Schloss, ein Vorwerk mit Schäferei, eine katholische Schule, eine Brennerei, eine Brauerei und 76 Häuser. Die Einwohnerzahl lag bei 635, davon 33 evangelisch. 1855 zählte das Dorf 396 Einwohner. 1865 bestand Schönwald aus einem Rittergut und einer Rusticalgemeinde. Das Dorf hatte zu diesem Zeitpunkt 7½ Bauernstellen, acht Gärtnerstellen, sechs Halbgärtnerstellen und vier Häuslerstellen, eine katholische Schule und eine bedeutende Brennerei. Zur Landgemeinde Schönwald gehörten die Orte Jordansmühle mit drei Gärtnerstellen und drei Halbgärtnerstellen und die Kolonie Charlottenberg mit acht Häuslerstellen. 1874 wurde der Amtsbezirk Schönwald gebildet, dem die Landgemeinden Schönwald und Walspek-Rosenhain und die Gutsbezirke Jordansmühle und Schönwald eingegliedert wurden. 1885 zählte Schönwald 296 Einwohner.
Bei der Volksabstimmung in Oberschlesien am 20. März 1921 stimmten im Ort 40 Wahlberechtigte für einen Verbleib Oberschlesiens bei Deutschland und 143 für eine Zugehörigkeit zu Polen. Auf Gut Schönwald stimmten 125 für Deutschland und 69 für Polen. Schönwald verblieb nach der Teilung Oberschlesiens beim Deutschen Reich. 1925 zählte Schönwald 679 Einwohner und 1933 waren es 592 Einwohner. Am 1. April 1939 wurde Schönwald in die Landgemeinde Lindenhöhe O.S. eingemeindet. Bis 1945 befand sich der Ort im Landkreis Rosenberg. Das Gut gehörte bis dahin der Familie von Studnitz.
1945 kam der bis dahin deutsche Ort unter polnische Verwaltung und wurde anschließend der Woiwodschaft Schlesien angeschlossen und ins polnische Świercze umbenannt. Das Schloss Schönwald wurde nach Einmarsch der Roten Armee geplündert und in Brand gesteckt. 1950 wurde Świercze der Woiwodschaft Opole und 1975 der Woiwodschaft Tschenstochau eingegliedert. Seit 1999 gehört es zum Powiat Oleski in der Woiwodschaft Opole.

## Bauwerke
- Schlosspark mit Allee
- Familiengrabstätte im Schlosspark
- Wirtschaftsgebäude und Nebengebäude des vormaligen Vorwerks.
- Speichergebäude[12]

## Persönlichkeiten (Auswahl)
- Ludwig Alexander von Jordan (1806–1889), Jurist und Politiker